# Raoul Cédras
Joseph Raoul Cédras (ur. 9 lipca 1949) – polityk haitański, człowiek faktycznie sprawujący dyktatorską władzę w Haiti w latach 1991–1994. 

## Życiorys
Cédras objął funkcję przewodniczącego wojskowej junty po zamachu stanu w 1991, który odsunął od władzy legalnego prezydenta Jeana-Bertranda Aristide'a. Cédras nie został uznany przez rządy wielu krajów, uważających, iż przejął władzę bezprawnie. W 1993 r. Cédras pod naciskiem USA podpisał dokument, zgodnie z którym miał przekazać władzę Aristidowi do końca roku, jednak złamał obietnicę pozostając przy władzy. W 1994 r. prezydent Bill Clinton pragnąc zmusić Cédrasa do ustąpienia zagroził zbrojną interwencją w Haiti. Prasa informowała wówczas, iż Cédras otrzymał od rządu USA wynagrodzenie za swe ustąpienie w wysokości 1 mln dolarów oraz trzy posiadłości. Po opuszczeniu Haiti Cédras udał się do Panamy, zaś Aristide ponownie objął władzę jako legalny prezydent.